# Сток-Айленд (Флорида)
Сток-Айленд (англ. Stock Island) — статистически обособленная местность, расположенная в округе Монро (штат Флорида, США) с населением в 4410 человек по статистическим данным переписи 2000 года.

## География
По данным Бюро переписи населения США статистически обособленная местность Сток-Айленд имеет общую площадь в 2,33 квадратных километров, водных ресурсов в черте населённого пункта не имеется.
Статистически обособленная местность Сток-Айленд расположена на высоте 1 м над уровнем моря.

## Демография
По данным переписи населения 2000 года в Сток-Айленде проживало 4410 человек, 1050 семей, насчитывалось 1713 домашних хозяйств и 1855 жилых домов. Средняя плотность населения составляла около 1892,7 человек на один квадратный километр. Расовый состав населённого пункта распределился следующим образом: 79,95 % белых, 10,45 % — чёрных или афроамериканцев, 0,36 % — коренных американцев, 1,09 % — азиатов, 0,05 % — выходцев с тихоокеанских островов, 3,33 % — представителей смешанных рас, 4,76 % — других народностей. Испаноговорящие составили 43,33 % от всех жителей статистически обособленной местности.
Из 1713 домашних хозяйств в 29,6 % воспитывали детей в возрасте до 18 лет, 39,5 % представляли собой совместно проживающие супружеские пары, в 15,4 % семей женщины проживали без мужей, 38,7 % не имели семей. 26,0 % от общего числа семей на момент переписи жили самостоятельно, при этом 5,4 % составили одинокие пожилые люди в возрасте 65 лет и старше. Средний размер домашнего хозяйства составил 2,57 человек, а средний размер семьи — 3,12 человек.
Население статистически обособленной местности по возрастному диапазону по данным переписи 2000 года распределилось следующим образом: 23,5 % — жители младше 18 лет, 8,3 % — между 18 и 24 годами, 33,2 % — от 25 до 44 лет, 26,5 % — от 45 до 64 лет и 8,5 % — в возрасте 65 лет и старше. Средний возраст жителей составил 37 лет. На каждые 100 женщин в Сток-Айленде приходилось 118,6 мужчин, при этом на каждые сто женщин 18 лет и старше приходилось 118,8 мужчин также старше 18 лет.
Средний доход на одно домашнее хозяйство статистически обособленной местности составил 31 537 долларов США, а средний доход на одну семью — 38 029 долларов. При этом мужчины имели средний доход в 23 714 долларов США в год против 20 182 доллара среднегодового дохода у женщин. Доход на душу населения статистически обособленной местности составил 31 537 долларов в год. 19,2 % от всего числа семей в населённом пункте и 20,5 % от всей численности населения находилось на момент переписи населения за чертой бедности, при этом 28,9 % из них были моложе 18 лет и 16,2 % — в возрасте 65 лет и старше.